# Dybów (województwo mazowieckie)
Dybów – wieś w Polsce położona w województwie mazowieckim, w powiecie sokołowskim, w gminie Kosów Lacki. Ma status sołectwa.
| SIMC    | Nazwa            | Rodzaj    |
| ------- | ---------------- | --------- |
| 0675985 | Dybów Szlachecki | część wsi |
| 0675991 | Dybów-Zaolszyna  | część wsi |

W latach 1975–1998 miejscowość administracyjnie należała do województwa siedleckiego. Na jej terenie znajduje się zabytkowa kapliczka z końca XIX w. Niedaleko leży obecnie nieużywana linia kolejowa, którą podczas II Wojny Światowej transportowani byli jeńcy do byłego obozu zagłady w Treblince. W okolicach można spotkać wiele mniejszych i większych żwirowni, stawów rybnych, a całość uzupełniają malownicze krajobrazy i rosnące prawie dookoła lasy liściaste, iglaste i mieszane.
Obok miejscowości przepływa rzeczka Buczynka, dopływ Bugu.
Wierni wyznania Rzymsko-katolickiego zamieszkali w miejscowości należą do Parafii św. Wojciecha w Skibniewie-Podawcach.
Wieś Dybów (dawniej Dybowo) była początkowo własnością rodziny o przydomku Dysz (Dyss). Nie wiadomo skąd przybyli pierwsi właściciele Dybowa, ani jakiego herbu używali. Boniecki w swym herbarzu zaznacza, że pochodzenie Dyszów jest nieznane. Nazwę Dybów spotykamy wcześniej w kilku miejscach w Polsce. 
W 1466 r. król Kazimierz Jagiellończyk potwierdził braciom Mikołajowi i Maciejowi Dyszom posiadanie po przodkach wsi Dybowo oraz Wrotnowo. Dokument został wpisany do ksiąg ziemskich drohickich w 1543 r. Jednocześnie dołączono do akt genealogię Dybowskich – potomków Mikołaja i Macieja. Według niej Mikołaj Dysz miał dwóch synów: Stanisława i Bernarda. Synami Stanisława byli Jakub, Andrzej i Paweł, żyjący w 1543 r. Natomiast Bernard miał synów: Macieja, Jana i Mikołaja. Maciej Dysz - brat Mikołaja miał pięciu synów: Andrzeja, Piotra, Wojciecha, Mikołaja i Jana. Z nich Andrzej miał również pięciu synów: Stanisława, Andrzeja, Bartłomieja, Pawła i Jerzego. Piotr syn Macieja miał tylko jednego potomka – Pawła. Jego córkami były Dorota, Katarzyna i Małgorzata, które również stały się stroną w sporze o Dybów w 1543 r.  Maciej Dysz występował w aktach sądowych już w 1447 r. W następnym roku Piotr zwany „Piecha” z Wrotnowa zapisał swoim bratankom: Maciejowi Dyszowi, Janowi, Piotrowi i Mikołajowi swoje dziedzictwo, które uzyskał od Michała Ugosckiego, zastrzegając sobie dożywocie na tych dobrach. Bracia ci zostali nazwani Skibniewskimi. Może więc posiadali również część Skibniewa. Zapiska te informuje nas zatem, że Mikołaj i Maciej Dyszowie mieli jeszcze dwóch braci, nie wymienionych we wspomnianej genealogii. Jan razem z Maciejem Dyszem kupili w 1454 r. od Wojciecha Kostki ze Skibniewa dziedzictwo w Dybowie przy brzegu rzeczki Sterdyni za 43 kopy groszy. W 1458 r. starosta nałożył wadium pomiędzy Dyszów i Kurczów (ze Skibniewa). W 1464 r. Stanisław Dysz kupił od Piotra Klukowskiego wójtostwo w Klukowie. W tym samym roku wystąpił w sądzie razem z bratem Maciejem. W 1469 r. Stanisław Dysz był namiestnikiem (viceregentem) starosty drohickiego Piotra Strumiłły. Przydomek „Dysz”, w kolejnych pokoleniach, nosili wyłącznie potomkowie Stanisława syna Mikołaja Dysz.